# Char Adhyay
Pour plus de détails, voir Fiche technique et Distribution.
Char Adhyay est un film indien réalisé par Kumar Shahani, sorti en 1997. C'est l'adaptation du dernier roman de Rabindranath Tagore publié en 1934 et qui a le même nom (Char Adhyay, litt: Quatre chapitres).

## Fiche technique
- Titre français : Char Adhyay
- Réalisation : Kumar Shahani
- Scénario : Kumar Shahani d'après Rabindranath Tagore
- Musique : Vanraj Bhatia
- Pays d'origine : Inde
- Format : Couleurs - 35 mm - 1,33:1
- Genre : romance
- Durée : 110 minutes
- Date de sortie : 1997

## Distribution
- Sumanto Chattopadhyay :
- Nandini Ghosal :
- Kaushik Gopal :
- Shiboprosad Mukherjee :
- Shruti Yusufi